# Poblado talayótico de Montefí
El poblado talayótico de Montefí es un asentamiento prehistórico de la Edad del Bronce y la Edad del Hierro, ubicado en el extremo oeste de Menorca. A diferencia de la mayoría de los poblados talayóticos menorquines, actualmente no se pueden observar muchas estructuras arquitectónicas en superficie, a excepción de los tres talayots. La causa es que, a principios del siglo XX, la mayor parte de las construcciones que sobresalían del terreno fueron destruidas para convertir el yacimiento arqueológico en terrenos agrícolas. A pesar de esto, el yacimiento no fue destruido por completo: las excavaciones realizadas en 2005 en la zona del Camí Vell demuestran que en el subsuelo aún se conservan una gran cantidad de restos arqueológicos, que se sitúan entre el período talayótico en Menorca y la época medieval islámica. No se puede descartar, sin embargo, que se puedan encontrar restos más antiguos.

## Los talayots
De las partes visibles actualmente destacan los tres talayots. Aunque todos presentan una forma tronco-cónica y están construidos con aparejo ciclópeo, cada uno presenta una tipología diferente:
- Uno de ellos, el más cercano al aparcamiento, presenta planta circular y es aparentemente macizo, de forma que el espacio útil estaría en la parte superior. Se caracteriza por el tamaño gigante de las piedras con las que fue construido.
- El más cercano a la carretera general presenta una planta de forma elíptica, con una especie de fachada plana. En la parte superior de esta fachada se distingue una entrada, hoy tapada con pared seca, que también aparece en otros talayots menorquines. Tampoco parece que tuviera cámaras internas a nivel del suelo, por lo que el espacio útil estaría en la parte superior.
- El talayot más pequeño no presenta aberturas a nivel del suelo.

Ninguno de estos talayots ha sido objeto aún de excavaciones arqueológicas y, de hecho, la función y la cronología general de los talayots menorquines siguen siendo objeto de debate.

## Los hipogeos
Aunque es habitual encontrar alguna cueva dentro de los poblados talayóticos, el número que encontramos en Montefí es un hecho sorprendente, ya que normalmente las necrópolis se suelen encontrar a una buena distancia de los poblados. La destrucción de los niveles arqueológicos de estas cavidades, ocurrida en tiempos pasados, impide saber con exactitud cuándo se utilizaron, aunque los hipogeos de planta compleja se sitúan en la Edad del Hierro. Sin embargo, no se puede descartar que sean el resultado de ampliaciones y modificaciones sucesivas de hipogeos de planta alargada de la Edad del Bronce.

## Intervenciones arqueológicas
En toda la superficie de la zona arqueológica se observan fragmentos de cerámica prehistórica de Menorca, cerámicas púnicas, ibéricas y romanas. Josep Mascaró Pasarius publica en el tomo IV (pág. 92) de su Geografía e historia de Menorca diecinueve conchas perforadas encontradas en esta finca y conservadas en la colección Francesc Pons Roca (Ciutadella).

## El patrimonio etnológico
Entre los elementos que se pueden observar hoy en día en el poblado se deben mencionar también los elementos etnológicos construidos con piedra seca: puente de ganado, comederos, pasaderas, etc., que nos hacen entender la simbiosis entre este tipo de patrimonio y el arqueológico a lo largo de los siglos.

## Período cronológico
- Época talayótica     (siglo X a. C.)
- Época romana (a partir de 123 a. C.)